# Ерінома
Ерінома [ɛrɪˈnəmɑː] / [ɛrɪˈnənɑː] — персонажка грецькій міфології, яка привернула увагу Зевса й Адоніса, а також викликала гнів Гери й Афродіти. Її історія є місцевим варіантом міфу про Адоніса, який походить з острова Кіпр і зберігся лише в пізніх творах латинського граматика Сервія, який жив на початку V століття н. е.

## Сім'я
Ерінома була донькою Целеса, сина Іона або Епіуотастерія, які прибули на Кіпр із сусіднього Єгипту.

## Міфологія
За найпоширенішими версіями, Адоніс був сином Кініра або Тея від власної дочки Мірри або Смірни, яка обманом змусила свого батька таємно з нею злягатися. Після того, як її викрили, вона втекла і перетворилася на миррове дерево, внаслідок чого через кілька місяців зі стовбура дерева народився її син Адоніс. Адоніса дуже любила Афродіта, проте він мусив ділити час між нею та Персефоною. Одного разу, коли він був на полюванні, його смертельно поранив кабан. У деяких версіях цей кабан був Аресом або Аполлоном, або, можливо, його наслала Артеміда як помста богині кохання. Афродіта дуже оплакувала свого коханого і перетворила його кров на червону анемону.
Однак у кіпрській версії міфу Ерінома була кіпрською дівчиною великої краси і цнотливості. Цнолтиві богині Артеміда та Афіна шанували її за її чистоту, але Афродіта, з іншого боку, не любила її, і вона змусила Зевса закохатися в неї, щоб вона не втекла з царини любові. Але дружину Зевса Геру не надто тішила перспектива того, що чоловік знову зрадить її, тож вона попросила Афродіту зробити так, щоб Адоніс теж закохався в Еріному. Адонісу не вдалося завоювати прихильність дівчини, тож Афродіта сховала його в хмарі, щоб він зміг пробратися до спальні Еріноми. Там він її знайшов і зґвалтував. Тоді Артеміда перетворила Еріному на паву.
Однак Зевс розлютився, коли дізнався, що сталося з його коханою, тож щоб урятуватися Адоніс втік на гору Кассій. Гермес виманив його зі схованки за допомогою кабана (який був переодягненим Аресом). Опинившись на відкритому місці, Зевс вдарив Адоніса блискавкою, вбивши його. Афродіта поскаржилася на вбивство і дуже оплакувала смерть Адоніса. Гермес повернув тінь Адоніса до свого народу, але Зевс повністю повернув його до життя лише тоді, коли Гера про це попросила. Тим часом, Артеміда повернула Еріномі людську подобу, і вона народила сина Адоніса — Талея.

## Спадщина
На честь Еріноми названо ретроградний супутник Юпітера — Еріноме (Юпітер XXV).

## Уточнення
1. ↑  Її ім'я також зустрічається в рукописах як «Ерінома», «Ерінона», «Ерітома», «Еріттома» або навіть «Еврінома». Яким могло бути оригінальне грецьке написання імені, невідомо.[1]
2. ↑  Рукопис, де засвідчено його ім'я, пошкоджений. Оригінальне написання нечітке.